# Vigna monantha
Vigna monantha är en ärtväxtart som beskrevs av Mats Thulin. Vigna monantha ingår i släktet vignabönor, och familjen ärtväxter. Inga underarter finns listade i Catalogue of Life.